# Jean-Jacques Gabut
 (août 2017).
Si vous disposez d'ouvrages ou d'articles de référence ou si vous connaissez des sites web de qualité traitant du thème abordé ici, merci de compléter l'article en donnant les références utiles à sa vérifiabilité et en les liant à la section « Notes et références ».
Jean-Jacques Gabut, né le 9 août 1934 à Chalon-sur-Saône et mort le 25 octobre 2024 à Lyon,, est un journaliste et auteur français d'ouvrages sur les thèmes de la franc-maçonnerie, la religion et l’ésotérisme.

## Biographie
Jean-Jacques Gabut est né le 9 août 1934 à Chalon-sur-Saône. Deuxième de la fratrie. Fils d’un professeur de français, latin, grec, il est bercé dès le plus jeune âge par les Lettres. Il décroche le baccalauréat de Lettres et Philosophie en 1951, puis poursuit ses études de Droit. Il effectue deux ans de service militaire notamment en Algérie entre 1956 et 1958.

### Journaliste
En 1954, Jean-Jacques Gabut commence sa carrière de journaliste à Chalon-sur-Saône. Il est successivement journaliste, reporter, chef de service et rédacteur en chef au Groupe Le Progrès, à Chalon-sur-Saône, Annecy et Lyon à partir de 1968. Il est  directeur de la formation du groupe Dauphiné Libéré de 1980 à 1983. Directeur adjoint de l’agence « Aigles » du groupe Progrès de 1977 à 1980. Enfin, il termine sa carrière en étant nommé directeur de « Lyon-Matin » (Groupe Hersant) de 1983 à 1992. Il prend sa retraite en 1992 comme directeur délégué du Groupe « Le Progrès ».
Jean-Jacques Gabut préside également deux radios libres, « Happy Radio » et « Fun Radio » entre 1983 et 1992. Durant sa carrière, il enseigne à l’École française des attachés de presse (EFAP), puis a été chargé de cours à l’Université Jean Moulin (licence de l’information et de la communication) de 1978 à 1985

### Vie publique et associative
Jean-Jacques Gabut est président et/ou animateur de plusieurs associations à but humanitaire et philanthropique (Lyon-Brazzaville, S.O.S. Sahel, Enfants de Recas, principalement), ou de caractère civique (Cercle Montségur). A ce titre, il est en collaboration avec Lyon-Matin et les Hospices Civils de Lyon, à l’origine du financement et de la réalisation de la totalité de l’équipement d’une maternité à Brazzaville.
Membre de 1992 à 2000 du Grand Jury du concours de sortie des commissaires de police à l’École nationale supérieure de la Police.
Administrateur depuis 1975 de l’École des aveugles Gallieni.
Membre du comité des fêtes de la ville de Lyon et dignitaire de la Compagnie des Pennons.
Jean-Jacques Gabut de façon régulière  à des rencontres ou dîners-débats œcuméniques avec les représentants des grandes religions.
En tant qu’ancien combattant d’Algérie, il a été président de l’UNC-AFN de Haute-Savoie de 1960 à 1968, vice-président du Rhône, membre du Comité directeur national de l’UNC-AFN.
Il a enfin contribué à la création du festival du cinéma d’animation à Annecy.

### Franc-maçonnerie
Jean-Jacques Gabut est un ancien dirigeant national de la Grande Loge de France, en 2017 il est toujours grand-maître Honoris Causa. Membre du Suprême Conseil de France il est titulaire du  33e degré du Rite écossais ancien et accepté. Il préside à Lyon-Villeurbanne depuis 2012 le « Cercle culturel Franklin » qui organise conférences, expositions, concerts, dans le grand temple de la Grande Loge de France.
Jean-Jacques Gabut organise deux importants colloques nationaux à Lyon, en 1999, sous l’égide de la Grande Loge de France sur le thème « La dignité de l’homme : apport des traditions et religions dans la société Moderne ». En 2002, en collaboration avec l’association « religion, laïcité, citoyenneté » (ARELC) sur « l’enseignement du fait religieux dans l’école aujourd’hui ».

### Vie privée
Marié une première fois avec Suzanne Bertin, Jean-Jacques Gabut a eu quatre enfants. Puis avec sa compagne, le Docteur Micheline Labaeye, il a eu un enfant. De ses cinq enfants, il a au total neuf petits-enfants.
Jean-Jacques Gabut a effectué d’innombrables voyages d’études en France et à l’étranger.
Sur le plan des loisirs, il aime la Nature, le jardinage, tous les arts (cinéma, théâtre - a fait du théâtre amateur - musique, peinture), passionné de littérature, histoire et philosophie, collectionneur de bandes dessinées anciennes, objets maçonniques, appareils photos anciens.

## Distinctions
- Chevalier de la Légion d'honneur le 14 juillet 2005 ;
- Chevalier de l'ordre national du Mérite en 1986 décoré par Charles Hernu
- Croix du combattant
- Médaille commémorative des opérations de sécurité et de maintien de l'ordre (Algérie)
- Médaille de reconnaissance de la Nation
- Jean-Jacques Gabut a également reçu la médaille d’honneur de l’Assemblée nationale en 1994, la médaille d’argent de la Société d’encouragement au progrès en 1997, la médaille d’or du Sénat en 1999 et  la Croix du combattant de l’Europe,

## Publications
Auteur de très nombreux articles dans diverses revues et notamment Historia, Témoin, Spiritus, Points de vue initiatiques et de conférences sur des sujets touchant à l’ésotérisme, à la connaissance des civilisations disparues, à l’histoire des religions, aux traditions initiatiques et à la franc-maçonnerie. Il est l’auteur de :
- « Lyon magique et sacré » aux éditions de Borée en 1994 (2 éditions - épuisé). Réédité en 2007 aux éditions Jacques André, Lyon ;
- « Église, religions et franc-maçonnerie » aux éditions de Borée en 1998, 3e parution aux éditions Dervy en 2010 ;
- « La magie traditionnelle » en 1999 aux éditions Dangles (Paris) avec une préface de Jean-Pierre Bayard ;
- « L’âge d’or de la bande dessinée, les illustrés d'enfants 1934-1944 »  2004 éditions Herscher – Belin en 2004[6] ;
- « Les survivances chevaleresques dans la franc-maçonnerie du Rite écossais ancien et accepté » aux éditions Dervy (Paris) en 2004 ;
- « Les poètes assassinés », aux éditions Jacques André (Lyon) 2006 ;
- « Les signes, les mots, les couleurs et les nombres dans la symbolique maçonnique », aux éditions Dervy en 2008 ;
- « Le message hermétique des imagiers du Moyen Âge », aux éditions Dervy, 2013 ;
- « Petite histoire des loges écossaises à Lyon », Jacques André éditeur, juin 2017 ;
- « Origines et fondements spirituels de la maçonnerie écossaise » aux éditions Dervy, 2017[3] ;

en collaboration
- « Le pari d’un gouvernement mondial », s/dir professeur Marcel Ruby aux éditions A2C Médias ;
- « Le livre de la franc-Maçonnerie », s/dir. Jean-Luc Maxence, aux éditions R. Laffont, collection « Bouquins ».